# Lacconectus simoni
Lacconectus simoni är en skalbaggsart som beskrevs av Régimbart 1893. Lacconectus simoni ingår i släktet Lacconectus och familjen dykare. Inga underarter finns listade i Catalogue of Life.